# 조나단 슈목
조나단 슈목(Jonathan Schmock, 1956년 2월 26일 ~ )은 미국의 배우, 텔레비전 배우, 각본가, 텔레비전 감독이다.
샌디에이고에서 태어났다.

## 영화
- 트루스 어바웃 엠마누엘 (2013년) - 샘 역
- 리얼 타임 위드 빌 마허 (2003년)
- 어레스티드 디벨롭먼트 (2003년)
- 사브리나 인 로마 (1998년)
- 대강탈 (1997년)
- 사브리나 - TV 시리즈 (1996년)
- 파도 탄 사나이 (1993년)
- 랫보이 (1986년)